# Јевтимије Трновски
Јевтимије Трновски познат и као Евтимије (буг. Евтимий Търновски, рођен око 1325. — преминуо између 1402 и 1404) је био патријарх Трновски од 1375. до 1393. године.
Бугарска православна црква га је прогласила светитељем. Једна је од најзначајнијих личности у средњовековној Бугарској и последњи патријарх у самосталном Другом бугарском царству. Био је припадник Исихазма.

## Младост
Јевтимије Трновски је рођен у Трнову око 1327. године. Вероватно је да је потицао из бољарске породице Цамблаковци. Као младић посвећен изучавању светог писама упутио се код Григорија Синаитског, са намером да се закалуђери. Након Григоријеве смрти, распала се његова школа, а Јевтимије у друштву са Теодосијем отишао је у Килифарево. Јевтимије Трновски се прикључио монашкој обитељи у Килифаревском манастиру где је постао један од ученика светог Теодосија. Захваљујући личним способностима и духовној блискости са Теодосијем постао је један од најзначајнијих припадника треће генерације исхаиста, покрета који је на Балкану основао преподобни Григорије Синаит.

## Пут у Цариград и Свету гору
Као и већина исхаиста Јевтимије је провео многе године путујући по Балкану. Пратио је на путовањима Теодосија, док овај није умро. Осам година је провео у манастирима у Цариграду и на Светој гори. На Атосу Јевтимије прво борави у лаври Св. Атанасија, а потом као испосник у пиргу Селина, у области манастира Зографа. Ту се бавио преписивањем рукописа и писањем.. У Цариграду је боравио у манастиру Студион, да би касније прешао у светогорски манастир Велику Лавру. Пошто је оклеветан код византијског цара Јована V Палеолога да крије бугарско благо, заточен је на острву Лимнос. Када је ослобођен са Лимноса, одлази у најпре у Цариград, па у манастир Зограф.

## Повратак у Бугарску и избор за патријарха
У Бугарску се вратио 1371. године, и настанио се у месту Пера, где је тада је основао је Патријаршијски манастир Свете Тројице. Након смрти патријарха Јоаникија, Јевтимије је изабран за патријарха 1375. године. Као патријарх остао је познат по бројним писаним делима која је оставио, по борби за исхаизам и као одлучан противник најезди Османског царства.
Као патријарх бавио се исправљањем богослужбених књига које су у то време биле у веома лошем стању. Често су погрешно превођене са грчког или су превођене на незграпан језик. Такође су биле писане на разним верзијама Црквенословенског језика која се већ тада веома разликовала од говорног језика. Овакво стање је погодовало развоју неколико јереси у 14. веку. Против богумилске секте се борио и сам Јевтимије, и то не само на саборима, него непрестано и помоћу књижевности. Због тога се Јевтимије посветио поновом преводу грчких списа, инсистирајући на томе да буду што верније оригиналу.
Поред превода постојећих дела, бавио се и преводима дела црквених отац, као и писањем житија. Житија која је написао укључују и житија светог Јована Рилског, Илариона Мегленског и Свете Петке и Филотеје Трновске.
Такође је писао похвална слова у којима се помињу следећи светитељи: Света Недеља, Свети цар Константин и царица Јелена, Јован Поливотски, Михаил Војник.
Када су Османлије освојиле Трново у јулу 1393. године престало је да постоји Бугарско царство, као и патријаршија. Јевтимије је 1394. године послат на југ, и заточен највероватније у Бачковском манастиру.. Преминуо је између 1402 и 1404. године.
Бугарска православна црква га је канонизовала као светитеља и слави га 20. јануара по црквеном календару (2. фебруара по грегоријанском календару), заједно са светим Јевтимијем Великим.